# Ryūgū-nisi Misaki
Ryūgū-nisi Misaki (japanisch 竜宮西岬 ‚westliche Spitze des unterseeischen Drachenpalastes‘) ist die westliche Landspitze des Kap Ryūgū an der Kronprinz-Olav-Küste des ostantarktischen Königin-Maud-Lands.
Luftaufnahmen und Vermessungen einer japanischen Antarktisexpedition (1957–1962), infolge derer 1979 auch die Benennung dieser Landspitze erfolgte, dienten ihrer Kartierung. Weitere Vermessungen nahmen japanische Wissenschaftler zwischen 1977 und 1978 vor.